# 曼哈頓經濟特區
曼哈頓經濟特區（Manhattan Special Economic Zone，縮寫 MSEZ）是由臺商美德向邦（Medtecs International Corp. Limited）於2005年受柬埔寨總理府委託成立的第1個示範經濟特區，也是柬埔寨最大的經濟特區。
曼哈頓經濟特區位於柬埔寨臨接越南邊界的柴楨省境內，洪森總理曾多次親臨特區，並主持動土典禮。特區整體規劃有免稅區、汙水處理廠、供水廠、儲運倉庫、貨櫃碼頭、發電廠、變電所、職工宿舍、產品展示館、醫院、行政管理中心、超市、商場及景觀廣場等服務性公共設施。並設有一站式辦公室及國泰世華銀行特區分行。
曼哈頓經濟特區佔地400公頃，36000名員工，每月出口超3000個貨櫃，佔比柬埔寨國家總出口額的6%，據所有工業區出口額榜首。
至2016年止，全區出口總額約五億美元。至2017年，約30家國際級大型廠商進駐，已開發面積超過300公頃，區內員工人數超過三萬人。進駐產業包括成衣、製鞋、窗簾、潛水衣等。

## 地理位置
曼哈頓經濟特區位處柬埔寨鄰越南國境的柴楨省巴域市，離越南胡志明市86公里，離越南最大的國際機場-新山一國際機場（IATA代碼：SGN，ICAO代碼：VVTS）僅65公里，離越南第一大港西貢港80公里。離柬埔寨首都金邊市160公里，臨接亞洲一號公路（柬埔寨國道1號公路），海陸空運皆便利。

## 勞動人口概況
柴楨省共有65萬人口，青壯年勞動人口約37萬人。年輕勞動人口超過55%以上,人口年增長率為2.7%。柬埔寨人平均教育水準不高，識字率約為70%左右，但是有著辛勤勞作的優良傳統，對華人或外籍人士友善。境內90%以上為高棉人，信仰小乘佛教，人種及宗教信仰皆單純，加上一黨執政多年，故在東南亞各國中屬於社會相對安定的地區。曼哈頓經濟特區內從業員工約為28000-30000人,佔當地勞動人口的10%,為柴楨當地主要的就業市場之一。中階幹部則與當地的柴楨大學建教合作,提供精通柬語,英語,中文的專業人才。

## 優惠政策
柬埔寨為外國投資者提供具吸引力的投資優惠，主要包括用於生產的物料及設備免徵進口關稅、免徵出口增值稅、豁免企業所得稅9年，以及外匯可自由匯出。
柬埔寨政府在經濟特區內提供「一站式」服務，由柬埔寨發展局、商務部、海關、進出口檢驗及反欺詐局(Camcontrol)、勞工部等相關政府部門和省政府的代表，現場提供公司註冊及投資許可證、出口/進口許可證、工作許可證等所需的文件處理服務。這些服務有助投資者節省走訪金邊多個政府機構的時間，縮短申請流程。
雖然外國人在柬埔寨境內不得擁有土地，但是經濟特區向外國投資者提供長達50年的可續期租約，允許他們開發、分割或分租土地，讓租戶在長期統籌工廠活動上有更大的靈活性。